# Павлов, Николай Петрович
Никола́й Петро́вич Па́влов (укр. Микола Петрович Павлов; род. 20 июня 1954, Киев) — советский и украинский футболист и тренер. С 7 декабря 2016 года — Президент Всеукраинского объединения тренеров по футболу. Заслуженный тренер Украины.

## Карьера игрока
Выступал на позициях защитника и полузащитника в командах «Динамо» (Брест), «Крылья Советов» (Куйбышев), «Динамо» (Минск), «Черноморец» (Одесса), «Днепр» (Днепропетровск).
После трёх лет в Минске, по семейным обстоятельствам вынужден покинуть команду. Имея предложения от нескольких клубов высшей лиги, выбрал «Днепр». Вместе с новой командой стал чемпионом СССР 1983 года и бронзовым призёром чемпионата СССР 1984 года.
В высшей лиге СССР провёл 210 матчей, забил 6 мячей.
В сборной СССР провёл 1 матч против сборной ФРГ в Ганновере. Играл против молодого Руди Фёллера. В одном из моментов выбил мяч в подкате, но Фёллер всей массой приземлился на колено Павлова. В итоге, травма и два с половиной месяца в гипсе.

## Тренерская карьера
Закончил Днепропетровский институт физкультуры и Высшую школу тренеров.
В разные годы возглавлял футбольные клубы «Колос» (Никополь), «Таврия» (Симферополь), «Днепр» (Днепропетровск), «Металлург»/«Ильичёвец» (Мариуполь).
В 1992 (матч против сборной Белоруссии) и 1994 годах (два матча против сборной Кореи) исполнял обязанности главного тренера сборной Украины.
В сезоне 1994/95 приглашён в «Динамо» (Киев) на должность начальника команды, но в ходе сезона стал исполняющим обязанности главного тренера.
С января 2008-го по май 2012-го годов — главный тренер полтавской «Ворсклы».
29 мая 2012 года подписал контракт по схеме «3+2» с мариупольским «Ильичёвцем». В тренерский штаб также вошли Иван Балан, Сергей Дирявка и Андрей Тарахтий.
20 мая 2018 в рамках празднования очередной годовщины со дня основания Всеукраинского объединения тренеров по футболу состоялась презентация книги Николая Павлова «Нет ничего лучше правды», написанной в соавторстве с украинскими журналистами Артуром Валерком и Анатолием Янголем.

## Достижения

### Как игрок
«Днепр»
- Чемпион СССР: 1983
- Бронзовый призёр Чемпионата СССР: 1984

### Как тренер
«Динамо» (Киев)
- Чемпион Украины: 1995

«Днепр»
- Серебряный призёр чемпионата Украины: 1993
- Бронзовый призёр чемпионата Украины: 1992

«Ворскла»
- Обладатель Кубка Украины: 2008/09

### Личные
- Кавалер Ордена «За заслуги» ІІІ степени (2009)[2].
- Почётный гражданин Полтавы